# GHB
Gamma-hydroxybutyrat, kendt under navnene GHB, Fantasy, Flydende E på trods af den manglende sammenlignelighed med Ecstasy; I medicinsk regi Natriumoxybat (Xyrem®).
GHB indtages normalt i form af natrium- eller kaliumsaltet (hhv. Na-GHB og K-GHB).

## Historie
GHB blev først syntetiseret i de tidlige 1960'ere af Dr. Henri Laborit til anvendelse i studierne af neurotransmitteren GABA. Det blev hurtigt fundet, at GHB havde en bred vifte af anvendelsesmuligheder, med minimale bivirkninger og en kontrollérbar effekt; de eneste problemer var den snævre doseringsmængde og faren ved kombination af GHB med andre CNS-depressanter, fx ethanol.
Det blev senere fundet at GHB er et naturligt nedbrydningsprodukt i kroppen.

## Syntese
GHB syntetiseres ved reaktion mellem det organiske opløsningsmiddel gamma-butyrolacton (GBL) og en stærk base (gerne metalhydroxider som NaOH).

## Farmakologi
GHB forestilles at virke ved 3 funktionalitetsmodaliteter

### Omdannelse til GABA
GHB er en direkte precursor til den primære hæmmende neuroreceptor i det menneskelige nervesystem; GABA. GABA kan ikke krydse blod-hjernebarrieren. Det kan GHB, og en del omdannes givetvis til GABA i hjernen.

### GABAB-agonist
GHB er i sig selv en direkte agonist af GABAB-receptorkomplekset. Dette medfører en hæmning af den neuronale aktivitet. Denne effekt er givetvis ansvarlig for langt det meste af GHB's euforiserende virkning.

### GHB-receptoren
Der findes i hjernen en speciel GHB-receptor, som lader til at være stimulerende ved frigivelse af glutamat. GHB menes at være deprimerende snarere end stimulerende pga. GHB-receptorens manglende potencitet. Dog kan GHB-receptorens effekt være ansvarlig for den bratte opvågning mange GHB-brugere får efter et par timers søvn – når GHB-niveauet falder under den krævede mængde for GABA-agonisme, bliver kun GHB-receptoren aktiveret. Dette medfører stimulation.

## Effekter
En dose af GHB varer generelt i 1.5 – 3 timer, og indbefatter
- Eufori
- Manglende koordination
- Kvalme (især ved højere doser)
- Afføringstrang (især ved højere doser)
- Retrograd amnesi, dvs. man glemmer hvad man foretager sig
- Søvn, koma (ved højere doser)

### Som lægemiddel
Lægemidlet Xyrem®, der indeholder GHB og er fabrikeret af firmaet Orphan Medical, er blevet godkendt i USA af U.S. Food and Drug Administration (FDA) til behandling i forbindelse med narkolepsi.

## Interaktioner
GHB's dæmpende virkning på centralnervesystemet forstærkes af alkohol, sovemedicin, nervemedicin, anæstetika (bedøvelsesmidler), opioider (morfin) og tricykliske antidepressiva. Den forstærkende virkning kan resultere i en forgiftning, som kan være dødelig, fordi vejrtrækning holder op.

## Afhængighed
GHB er fysisk vanedannede ved indtagelse 2-4 gange flere dage eller uger i træk.

## Henvisning
1. ↑  Orphan Medical, Orphan Medical announces FDA approval of Xyrem® Arkiveret 26. september 2006 hos  Wayback Machine,  17. juli 2002. Pressemeddelelse.